# Hilarempis diversimana
Hilarempis diversimana är en tvåvingeart som beskrevs av Collin 1928. Hilarempis diversimana ingår i släktet Hilarempis och familjen dansflugor. Inga underarter finns listade i Catalogue of Life.